# فرانکو کاررا
فرانکو کاررا (انگلیسی: Franco Carrera؛ زادهٔ ۸ نوامبر ۱۹۴۳) بازیکن فوتبال اهل ایتالیا است.
از باشگاه‌هایی که در آن بازی کرده‌است می‌توان به باشگاه فوتبال پارما، باشگاه فوتبال یوونتوس، باشگاه فوتبال فوجا، باشگاه فوتبال کاتانیا، باشگاه فوتبال نووارا، و باشگاه فوتبال اسپال اشاره کرد.